# Cyrus G. Luce

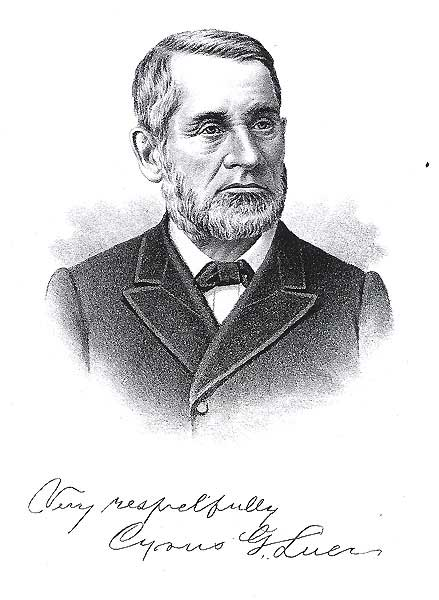
Cyrus Luce um 1880/90

Cyrus Gray Luce (* 2. Juli 1824 in Windsor, Ashtabula County, Ohio; † 18. März 1905 in Coldwater, Michigan) war ein US-amerikanischer Politiker und von 1887 bis 1891 der 21. Gouverneur von Michigan.

## Frühe Jahre
Cyrus Luce besuchte zunächst die örtlichen Schulen in seiner Heimat in Ohio. Im Alter von 12 Jahren zog er mit seiner Familie in das Steuben County in Indiana, wo er seine schulische Ausbildung fortsetzte. Zwischen 1841 und 1848 arbeitete er in einer Weberei. Noch im Jahr 1848 unternahm er einen erfolglosen Versuch, als Kandidat der Whigs in das Repräsentantenhaus von Indiana gewählt zu werden. Nach dieser Niederlage zog er in das benachbarte Michigan, wo er im Branch County unkultiviertes Land erwarb, das er rodete und zu gutem Farmland umgestaltete.

## Politischer Aufstieg
Im Jahr 1852 wurde Luce in den Kreisrat des Branch County gewählt. Cyrus Luce war auch ein Mitbegründer der Republikanischen Partei im Jahr 1854. Für diese Partei war er zwischen 1855 und 1856 Abgeordneter im Repräsentantenhaus von Michigan. Von 1858 bis 1860 war er Kämmerer im Branch County. Als Nächstes wurde er in den Landessenat gewählt, in dem er zwischen 1865 und 1868 verblieb. Im Jahr 1867 war er Mitglied einer Versammlung zur Überarbeitung der Landesverfassung. Von 1879 bis 1881 hatte Cyrus Luce das Amt des Ölbeauftragten der Landesregierung von Michigan inne.

## Gouverneur von Michigan
Im Jahr 1886 wurde Luce als republikanischer Kandidat zum Gouverneur seines Landes gewählt. Er trat sein neues Amt am 1. Januar 1887 an und konnte nach einer Wiederwahl im Jahr 1888 bis zum 1. Januar 1891 im Amt bleiben. In seiner Amtszeit wurde die Stelle eines Landeswildhüters (State game warden) geschaffen. Das Prohibitionsgesetz wurde dahingehend geändert, dass es den unteren Verwaltungsebenen vorbehalten war, auf diesem Gebiet eigene Gesetze zu erlassen.

## Weiterer Lebenslauf
Nach dem Ende seiner Gouverneurszeit zog sich Luce aus der Politik zurück und widmete sich seinen privaten Angelegenheiten. Er verstarb im März 1905 und wurde in Coldwater in Michigan begraben. Cyrus Luce war zweimal verheiratet und hatte insgesamt fünf Kinder.